# Liste der Neutestamentler der Universität Göttingen
Die Liste der Neutestamentler der Universität Göttingen erfasst Personen, welche einen Lehrstuhl für Neues Testament (NT) an der 1737 gegründeten Georg-August-Universität Göttingen innehatten.
Im späten 19., frühen 20. Jahrhundert war die Theologische Fakultät zeitweise durch die Religionsgeschichtliche Schule geprägt (im Fach Neues Testament: Johannes Weiß und Wilhelm Bousset). Während der NS-Diktatur verhielt sich die Fakultät nach Selbsteinschätzung „in wesentlichen ihrer Vertreter der Ideologie des Nationalsozialismus entsprechend.“
Nach 1945 erfolgte ein grundsätzlicher Neuaufbau der Theologischen Fakultät mit Neubesetzungen der Lehrstühle durch Wissenschaftler, die der Bekennenden Kirche nahegestanden hatten und deshalb in der NS-Diktatur berufliche Nachteile hingenommen hatten (im Fach Neues Testament: Günther Bornkamm). In den 1950er und 1960er Jahren lehrten international bekannte Neutestamentler in Göttingen, neben Bornkamm Ernst Käsemann und Hans Conzelmann.
| Bild | Name                                      | Beginn | Ende | Beschreibung                                                                                                |
| ---- | ----------------------------------------- | ------ | ---- | --- |
|      | Heinrich Ludwig Planck                    | 1810   | 1823 | außerordentliche Professur für NT                                                                           |
|      | Heinrich Ludwig Planck                    | 1823   | 1831 | ordentliche Professur für NT                                                                                |
|      | Johann Tychsen Hemsen                     | 1823   | 1830 | außerordentliche Professur für NT                                                                           |
|      | Johann Georg Reiche                       | 1823   | 1830 | ordentliche Professur für NT                                                                                |
|      | Wilhelm Heinrich Dorotheus Eduard Köllner | 1835   | 1847 | außerordentliche Professur für NT                                                                           |
|      | Karl Georg Joachim Wieseler               | 1843   | 1851 | außerordentliche Professur für NT                                                                           |
|      | Georg Konrad Gottlieb Lünemann            | 1851   | 1894 | außerordentliche Professur für NT                                                                           |
|      | Georg Christian Rudolf Matthaei           | 1851   | 1872 | außerordentliche Professur für NT                                                                           |
|      | August Wiesinger                          | 1860   | 1895 | ordentliche Professur für NT                                                                                |
|      | Albrecht Ritschl                          | 1864   | 1889 | ordentliche Professur für NT                                                                                |
|      | Theodor von Zahn                          | 1871   | 1877 | außerordentliche Professur für NT                                                                           |
|      | Johannes Weiß                             | 1890   | 1895 | außerordentliche Professur für NT                                                                           |
|      | Emil Schürer                              | 1895   | 1910 | ordentliche Professur für NT                                                                                |
|      | Wilhelm Bousset                           | 1896   | 1916 | außerordentliche Professur für NT                                                                           |
|      | Ernst Kühl                                | 1910   | 1918 | ordentliche Professur für NT                                                                                |
|      | Walter Bauer                              | 1916   | 1919 | außerordentliche Professur für NT                                                                           |
|      | Walter Bauer                              | 1919   | 1946 | ordentliche Professur für NT                                                                                |
|      | Friedrich Spitta                          | 1919   | 1921 | ordentliche Professur für NT                                                                                |
|      | Karl Barth                                | 1921   | 1925 | Honorarprofessur für NT                                                                                     |
|      | Johannes Behm                             | 1923   | 1935 | ordentliche Professur für NT                                                                                |
|      | Joachim Jeremias                          | 1935   | 1968 | ordentliche Professur für NT                                                                                |
|      | Günther Bornkamm                          | 1946   | 1949 | außerordentliche Professur für NT                                                                           |
|      | Karl Georg Kuhn                           | 1949   | 1955 | außerordentliche Professur für NT                                                                           |
|      | Ernst Käsemann                            | 1951   | 1959 | ordentliche Professur für NT                                                                                |
|      | Hans Conzelmann                           | 1960   | 1977 | ordentliche Professur für NT                                                                                |
|      | Eduard Lohse                              | 1964   | 1971 | ordentliche Professur für NT                                                                                |
|      | Georg Strecker                            | 1968   | 1994 | ordentliche Professur für NT                                                                                |
|      | Ulrich Luz                                | 1972   | 1980 | ordentliche Professur für NT                                                                                |
|      | Hartmut Stegemann                         | 1980   | 2002 | ordentliche Professur für NT                                                                                |
|      | Gerd Lüdemann                             | 1983   | 1999 | ordentliche Professur für NT                                                                                |
|      | Gerd Lüdemann                             | 1999   | 2011 | ordentliche Professur für NT (Sonderstatus: Professur für Geschichte und Literatur des frühen Christentums) |
|      | Hans Hübner                               | 1983   | 1996 | außerordentliche Professur für NT                                                                           |
|      | John Berndt Schaller                      | 1984   | 1994 | außerordentliche Professur für NT                                                                           |
|      | Hans-Jürgen Becker                        | 1997   |      | ordentliche Professur für NT und antikes Judentum; Leitung des Instituts für Judaistik                      |
|      | Erik Aurelius der Jüngere                 | 1997   | 2004 | außerordentliche Professur für NT                                                                           |
|      | Reinhard Feldmeier                        | 2002   |      | ordentliche Professur für NT                                                                                |
|      | Florian Wilk                              | 2004   |      | ordentliche Professur für NT                                                                                |
|      | Wolfgang Reinbold                         | 2010   |      | außerordentliche Professur für NT                                                                           |